# Call of Duty 4: Modern Warfare
Call of Duty 4: Modern Warfare (kurz CoD 4) ist ein von Infinity Ward entwickelter Ego-Shooter, der am 8. November 2007 über Activision veröffentlicht wurde. Das Computerspiel stellt den vierten Teil der Call-of-Duty-Reihe dar und erschien für die Betriebssysteme Windows und macOS sowie für die Spielekonsolen Xbox 360 und PlayStation 3 und eine abgewandelte Version für den Nintendo DS. Außerdem erschien das Spiel für die Nintendo Wii, jedoch später als die anderen Versionen. Am 10. November 2009 erschien der Nachfolger Call of Duty: Modern Warfare 2.

## Handlung
Erstmals in der Call-of-Duty-Reihe wird eine durchgehende Handlung erzählt. Das Spiel ist in drei Akte unterteilt und startet im Jahr 2011. Der russische Ultranationalist Imran Zakhaev hilft dem Terroristen Khaled Al-Asad, die Kontrolle in einem fiktiven arabischen Staat zu übernehmen. Derweil herrscht in Russland ein Bürgerkrieg zwischen den genannten Ultranationalisten (Rebellen) und den Loyalisten. Während man als Amerikaner Sgt. Paul Jackson in Arabien Al-Asad jagt, greift man als Sgt. „Soap“ MacTavish für den britischen SAS in Russland und Aserbaidschan ein. Der erste Akt endet damit, dass man als Jackson zusammen mit seinen Kameraden von einem Einsatzort per Helikopter evakuiert wird, da die Einsatzleitung Informationen über eine Atombombe in der Stadt erhalten hat. Aus der geöffneten Heckklappe des Hubschraubers sieht man die Explosion der Bombe; kurz darauf wird der Helikopter von der Druckwelle erfasst und stürzt ab. Schwer verletzt schleppt man sich aus dem Wrack und stirbt binnen Sekunden. Al-Asad hingegen ist längst ausgeflogen.
MacTavish spürt Al-Asad in Aserbaidschan auf, der darauf von Captain Price nach einem Verhör erschossen wird. An dieser Stelle wird den SAS-Leuten erst klar, dass Al-Asad mit Zakhaev zusammenarbeitet. Für die folgenden zwei Missionen, die im Jahre 1996 spielen, schlüpft man in die Haut von MacTavishs Vorgesetzten Cpt. Price. Zakhaev soll in Prypjat, der Stadt neben dem Kernkraftwerk Tschernobyl, mit einem Scharfschützengewehr eliminiert werden. Der Spieler trifft jedoch nur seinen Arm und Zakhaev überlebt. Wieder in der Gegenwart, soll man als MacTavish, in dessen Rolle man von nun an bleibt, Zakhaevs Sohn gefangen nehmen. Dieser erschießt sich jedoch, als er sich von SAS- und USMC-Leuten umzingelt sieht. Es stellt sich heraus, dass der Putsch ein Ablenkungsmanöver für einen atomaren Angriff war. Aus einer eingenommenen Basis der russischen Armee startet Zakhaev zwei nukleare Raketen in Richtung der US-amerikanischen Ostküste. In letzter Sekunde kann man die Raketen durch Eingabe von Abbruchcodes in der Luft zerstören.
Auf der Flucht wird das Team auf einer Brücke von Helikoptern aus beschossen, sodass ein Teil der Brücke zerstört wird; scheinbar werden sämtliche Teammitglieder mit Ausnahme von Soap getötet. Dieser kann schließlich Zakhaev persönlich mit einer Pistole, die einem der sterbende Cpt. Price noch zuschieben kann, töten. MacTavish wird, nachdem er Zakhaev getötet hat, von russischen Soldaten gerettet und sieht noch, wie ein russischer Soldat versucht Cpt. Price wiederzubeleben. Ob dies gelingt, wird im Spiel nicht aufgelöst. Als Epilog kommt nach dem Abspann noch eine Bonusmission, bei der man einen VIP aus einem von Terroristen entführten und abstürzenden Flugzeug retten muss. Als Spieler hat man für diese Aufgabe je nach Schwierigkeitsgrad nur eine bis drei Minuten Zeit, bevor die Bombe an Bord des Flugzeuges explodiert. Am Ende dieser Bonusmission sprengt einer der Kameraden eine Kabinentür auf. Anschließend springt das ganze Team inklusive des geretteten VIP mit Fallschirmen ausgestattet aus der Luke. Der Spieler dreht sich in der Luft um und sieht, wie das Flugzeug explodiert.

## Spielprinzip
Das Spiel handelt im Gegensatz zu den Vorgängern in einer alternativen Gegenwart oder der nahen Zukunft, in der in Russland ein Bürgerkrieg zwischen Rebellen (Ultranationalisten) und den Loyalisten herrscht. Das Spiel konzentriert sich auf die Techniken moderner Infanterie-Kriegsführung und erteilt dem Spieler die Kontrolle über Soldaten in sehr unterschiedlichen Einsatzszenarien, welche sich zum Teil von denen der bisherigen Call-of-Duty-Spiele unterscheiden. Einsätze mit schweren Kampfhandlungen wechseln sich dabei mit ruhigeren Aufträgen und Scharfschützenmissionen ab. Der inhaltliche Wechsel zu moderner Gefechtsführung ermöglicht zudem auch den Einsatz einer Reihe moderner Handfeuerwaffen und Technologien. In den 18 Missionen der Einzelspieler-Kampagne spielt man sowohl die britischen SAS-Soldaten „Soap“ MacTavish und Captain Price, den US-Marine Paul Jackson als auch die Bordschützen eines Lockheed AC-130H Spectre Gunship.

### Mehrspielermodus
Die Xbox-360-, PlayStation-3- und die Wii-Version des Spiels bietet Unterstützung für den Mehrspielerteil des Xbox-Live- sowie des PlayStation-Network-Service und der Nintendo Wi-Fi Connection. In der PC-Version ist ein Multiplayermodus für LAN und Internet integriert. Durch Abschüsse, erledigte Herausforderungen und erfolgreich absolvierte Multiplayerpartien verdient sich der Spieler Erfahrungspunkte. Die Herausforderungen bestehen aus Waffenherausforderungen und sonstigen Herausforderungen. In ersteren werden Upgrades wie Schalldämpfer und Speziallackierungen für Waffen durch eine bestimmte Anzahl von Abschüssen bzw. Volltreffern mit selbiger erspielt. Durch sonstige Herausforderungen können mit bestimmten, meist besonders schwierigen Spielzügen (z. B. dem Töten zweier Gegner mit nur einem Schuss aus einem Scharfschützengewehr) Erfahrungspunkte erspielt werden. Dadurch steigt der Spieler durch 55 Ränge auf, die denen des US Marine Corps nachempfunden sind. Mit steigendem Rang steht dem Spieler eine größere Auswahl an Waffen und Extras zur Verfügung.
Die Klasse bezeichnet die Konfiguration aus Ausrüstung, Waffen und Fähigkeiten, mit denen ein Spieler in eine Mehrspielerpartie antritt. Unabhängig von seinem Rang stehen dem Spieler von Anfang an fünf Standardklassen mit Standardausrüstung zur Verfügung. Mit steigendem Rang werden jedoch Waffen und Extras freigespielt, aus denen sich eine neue Klasse zusammenstellen lässt. Ab Rang vier kann der Spieler den Klasseneditor öffnen und dort Klassen erstellen. Eine Klasse besteht aus Primärwaffe (inkl. Waffenaufsatz wie z. B. Schalldämpfer), Sekundärwaffe, Spezialgranate und drei Extras (z. B. längere Sprintausdauer, mehr Munition, höhere Durchschlagskraft etc.).
In den Spielversionen für Konsolen wird dem Spieler bei Erreichen von Level 55 angeboten, all seine erspielten Waffen, Fähigkeiten und seinen Rang abzugeben, um den Prestige Modus zu starten. Die Veränderungen im Prestigemodus beschränken sich abgesehen vom Verlust der zuvor erspielten Waffen und Fähigkeiten auf ein neues Rangsymbol im Multiplayermodus.
Dies kann insgesamt zehnmal wiederholt werden, bis man beim letzten Symbol, dem goldenen Navy Cross, angelangt ist. Es ergeben sich somit 605 verschiedene Ränge (1 × 55 „normal“ + 10 × 55 „Prestige“ = 605).

## Entwicklung
Call of Duty 4 wurde von einem Team von hundert Mitarbeitern über einen Zeitraum von zwei Jahren entwickelt. Nach Call of Duty 3 entschied das Team von Infinity Ward, sich vom Zweiten-Weltkriegs-Szenario der bisherigen Spiele zu entfernen. Während man die Hintergrundhandlung des Spiels ausarbeitete, vermied man es, Bezüge zu aktuellen Kriegen herzustellen. Um das Spiel so realistisch wie möglich zu machen, besuchte das Entwicklerteam ein Combatschießen in Twentynine Palms, einem Trainingsgelände des United States Marine Corps in der kalifornischen Wüste. Das Team sprach außerdem mit US-Marines, welche kurz zuvor im Gefecht waren, um ein Gefühl für den Hintergrund, die Emotionen und das Verhalten von Marines im Gefecht zu bekommen. Veteranen wurden angeworben, welche die Motion-Capture-Sitzungen betreuten und bei der Gestaltung der Künstlichen Intelligenz mithalfen.
Die Musik für Call of Duty 4: Modern Warfare wurde größtenteils vom britischen Komponist Stephen Barton erstellt, der auch schon zur Filmmusik von Harry Gregson-Williams beigetragen hat. Gregson-Williams hat ebenfalls Musik für das Spiel komponiert, wie zum Beispiel das Leitmotiv. Mehrere Musikstücke des Spiels sind auf der Infinity Wards „7 Days of Modern Warfare“ Webseite und manche auf Bartons eigener Webseite erhältlich. Das Raplied, welches gegen Ende des Abspanns zu hören ist, stammt vom Hauptanimator Mark Grigsby.

## Technik
Die schon in den Vorgängern verwendete proprietäre Grafik-Engine von Call of Duty 4: Modern Warfare kann dynamische Beleuchtung, High Dynamic Range Rendering, dynamische Schatten und Schärfentiefe darstellen. Das Durchschussverhalten von Kugeln wird ebenfalls unter Berücksichtigung von Materialhärte und -stärke durch die Engine berechnet, weshalb hölzerne und dünne Wände eine nur unzureichende Deckung bieten. Bestimmte Objekte wie Fahrzeuge und Fässer sind zerstörbar und können durch Explosion selbst zur Gefahr werden. Das Spiel hat im Gegensatz zu vorherigen Call-of-Duty-Titeln eine Physik-Engine, die unter anderem unbelebte menschliche Körper mittels einer Kombination aus Ragdoll-Physik und vorgefertigten Animationen simuliert.
Anders als in Spielen wie Battlefield 2 werden die Daten des Mehrspieler-Ergebnisses nicht serverseitig, sondern clientseitig gespeichert. Die Rangdaten befinden sich also auf der eigenen Festplatte, werden aber durch die Seriennummer des Spiels verschlüsselt. Durch die Speicherung der Ränge auf dem eigenen System wird die Funktion teilweise als unsicher gegenüber Manipulation bezeichnet, da bei einem Großteil anderer Spiele Cheatingversuche durch eine Online-Speicherung der Spielstände unterbunden wird.

## Vertrieb
Am 27. April 2007 ging die „Charlie-Oscar-Delta“-Webseite online, mit den ersten umfassenden Informationen zum Spiel. Der Name leitet sich vom ICAO-Alphabet ab und stellt die ersten Buchstaben von Call of Duty dar. Einen Tag später erschien der erste Trailer mit Spielszenen. Ein öffentlicher Beta-Test für die Xbox-360-Version des Spiels wurde am 30. August 2007 angekündigt. Diese Testphase diente dazu, die Server zu testen, Programmfehler zu finden und das Gameplay auszubalancieren. Ursprünglich war diese Aktion nur für Personen aus den Vereinigten Staaten geplant, später war es aber auch für andere Länder verfügbar. Eine Einzelspieler-Demo für PC wurde am 11. Oktober als Yahoo-exklusiver Download veröffentlicht, war später aber auch frei zum Herunterladen erhältlich.
Das Spiel wurde als Standard Version und als Collector’s Edition veröffentlicht. Die Collector’s Edition beinhaltet die normale Verkaufsversion sowie eine DVD mit dem 168-minütigen Dokumentarfilm Great SAS Missions, einem Making-of und einem Level-Walkthrough der Entwickler. Des Weiteren liegt ein limitiertes Poster und ein exklusives Hardcover-Artbook bei, in welchem nie veröffentlichtes Konzept-, Entwicklungs- und Ingame-Artwork zu sehen ist.
In Deutschland ist Modern Warfare nur gekürzt erschienen. In der Mission „One Shot One Kill“ muss der Spieler einen Terroristenboss mit einem großkalibrigen Scharfschützengewehr umbringen. Hierbei gilt es, Windstärke und -richtung korrekt einzuschätzen. In der deutschen Version wurde dabei etwas Blut wegretuschiert. Außerdem hat man den Arcade-Modus entfernt, in dem man Punkte für das Töten von Feinden bekommt. Die Originalfassung wurde, im Gegensatz zur deutschen Fassung, die eine USK-Freigabe ab 18 Jahren erhielt, im August 2009 durch die BPjM indiziert.
Infinity Ward veröffentlichte am 4. April 2008 ein kostenpflichtiges herunterladbares Map Pack für die Xbox 360, 20 Tage später auch für die PlayStation 3. Das Paket enthält vier neue Level und wurde in den ersten neun Tagen über eine Million Mal heruntergeladen. Am 5. Juni 2008 konnten auch PC-Nutzer das Map Pack inklusive Patch 1.6 herunterladen. Diese Aktionen waren durch ein Sponsoring von Nvidia kostenlos.

## Rezeption
Bis 2013 hat sich das Spiel weltweit mehr als 15,7 Millionen Mal verkauft.
Auf Metacritic erreicht die PC-Version eine Punktzahl von 92 %, die PS3- und Xbox-360-Version erreichen beide 94 %.
Für einige Szenen wurde Call of Duty 4 kritisiert. In einer davon erschießen Kameraden schlafende Personen, der Spieler kann dies auch selbst ausführen. Ebenfalls kritisiert wurde, dass der Spieler durch die Wärmebildkamera einer AC-130H auf schwer identifizierbare Personen schießen muss und die Besatzung dies – nach Ansicht der Kritiker zynisch – kommentiert, was das Spiel realistischer wirken lassen soll. Außerdem ist es trotz Schusssperre möglich, vereinzelt Zivilisten und Kameraden zu töten. Der Abschnitt muss dann wiederholt werden. Das Töten dieser Personen soll damit bestraft werden.

„Die dramaturgisch gesehen extrem starke und stellenweise auch mutige Inszenierung von Krieg und Tod setzt neue Maßstäbe im Bereich der Videospiel-‚Unterhaltung‘. So manche Szene beeindruckt weniger im ‚spaßigen‘, als mehr im ‚mit offenen Mund vor dem Fernseher sitzen‘-Sinne. Dass nach gut sechs Stunden das Spektakel schon vorbei ist, ist der wirklich einzige, echte Nachteil eines der grandiosesten Ego-Shooter Spiele aller Zeiten.“

Call of Duty 4: Modern Warfare erhielt mehrere Auszeichnungen von Videospiel-Magazinen und Webseiten. GamePro bezeichnet das Spiel als Best Overall Game of 2007. GameSpy kürte das Spiel 2007 als „Spiel des Jahres“. Im selben Jahr erhielt es den Game Critics Award in der Kategorie „Bestes Action-Spiel“.

## Modern Warfare Remastered
Eine überarbeitete Fassung mit dem Titel Modern Warfare Remastered wurde am 4. November 2016 gemeinsam mit dem Spiel Call of Duty: Infinite Warfare für Playstation 4, Xbox One und PC veröffentlicht. Das Spiel konnte anfangs nur mit dem Kauf der Legacy Edition, Digital Legacy Edition, Digital Deluxe Edition oder Legacy Pro Edition von Infinite Warfare erworben werden, später auch einzeln. Entwickelt wurde die Neuauflage von Raven Software, die bereits in der Vergangenheit am Mehrspieler-Modus mehrerer Call of Duty mitwirkten.